# Julio Ramón Ribeyro
Julio Ramón Ribeyro Zúñiga (Lima, 31 agosto 1929 – Lima, 4 dicembre 1994) è stato uno scrittore peruviano, considerato uno dei migliori scrittori di racconti della letteratura latinoamericana del Novecento.

## Biografia
Julio Ramón Ribeyro è stato un narratore di spicco della Generazione del '50 nel suo paese, a cui appartengono anche scrittori come Mario Vargas Llosa, Enrique Congrains Martin e Carlos Eduardo Zavaleta. Il suo lavoro è stato tradotto in inglese, francese, tedesco, italiano, olandese, polacco e arabo. Sebbene la maggior parte del suo lavoro sia costituito da racconti, si è distinto anche in altri generi: romanzo, saggio, teatro, diario e aforisma. Nell'anno della sua morte, è stato insignito del Premio Juan Rulfo per la letteratura latinoamericana e caraibica.
Ha pubblicato, tra l'altro, volumi di racconti Los gallinazos sin pluma (1955), Cuentos de circumstancias (1959) e Tres suslevantes stories (1964), oltre a diverse opere teatrali, alcune delle quali sono state premiate.
La sua opera più importante è stata il romanzo Cronaca di San Gabriele (1960), tradotto in molte lingue, la storia di un giovane che vive in una famiglia di contadini di montagna. Questo è stato seguito nel 1965 da un secondo romanzo, Los geniecillos dominicales, la storia di uno studente che rinuncia alla sua eredità e si trasferisce nei bassifondi.
I personaggi dei suoi racconti, spesso autobiografici e solitamente scritti con un linguaggio semplice ma ironico, tendono a finire con le loro speranze crudelmente deluse. Nonostante il suo apparente pessimismo, il lavoro di Ribeyro è spesso comico e il suo umorismo scaturisce tanto dal senso dell'ironia dell'autore quanto dagli incidenti accaduti ai suoi protagonisti. Una raccolta è stata pubblicata con il titolo La parola del muto.
Ribeyro ha studiato letteratura e diritto all'Università Cattolica di Lima. Nel 1960 emigrò a Parigi, dove lavorò come giornalista per Agence France-Presse e successivamente come consulente culturale e ambasciatore presso l'UNESCO.
Era un accanito fumatore, come descritto nel suo racconto Solo Para Fumadores, ed è morto a causa della sua dipendenza.